# 이억근
이억근(李億根, 1893년 5월 24일~1944년 12월 22일)은 조선의 독립운동가이다. 본관은 함안(咸安)이며 함안이씨 23세손이다. 1919년 3월 14일 의령에서 행진과 독립만세운동을 벌이다 체포되었다. 현재 의령군에서 이장하여 대전 현충원 제7  독립 유공자 묘역에 안장 되었다.

## 생애
경상남도 의령(宜寧)에서 태어났다.
일찍이 서원학습을 마쳤으며 1912년 만주용정으로 건너가 조선인 학숙에서 청소년 계몽에  참여한다. 그후 향리로 돌아와 의령 청년개척단을 조직하여  청소년들에게 항일 독립정신을 고취시키는 한편 낙후된 지역 개발 사업에 진력하셨다.
1919년 3월 14일 의령에서 구여순(具汝純)·최정학(崔正學)·정호권(鄭浩權)·최병규(崔秉圭)·이태수(李泰秀) 등을 중심으로 독립만세 시위운동을 주도하였다. 그는 300여명의 시위군중을 규합하여 군중 앞에서 독립만세운동의 의사를 연설하고, 태극기를 든 군중과 함께 일제경찰의 무력탄압에 불구하고 행진, 시위를 전개하다가 체포되었다. 이후 왜경에 체포되어 대구 형무소에 수감되어 10개월간의 모진 옥고를 치루셨다.

이후 일제경찰의 삼엄한 감시속에 살다 훗날 도일하여  일본에서 머무는 1934년 부터 1938년 까지 대판조선인 거류 연맹을 결성하여 지역단장을 맡아 일본제국에 거주하는 조선인노동자 인권보호 문제 및 항일 지하 조직에 대한 후원등 적극적인 항일 운동을 일본제국에서 전개 하시다가  일제경찰의 일급 요시찰 인물로 감시당하다  2차 세계대전 발발후 조선으로 강제귀국 조치 당하였다.

### 판결과 옥고
1919년 4월 26일 부산지방법원 진주지청에서 소위 보안법 위반으로 징역 10월형을 언도받고 공소하였으나, 7월 14일 대구복심법원과 10월 4일 고등법원에서 각각 기각당하여 대구 형무소에서 옥고를 치렀다.

 
대한민국 정부에서는 그 공훈을 기려 1992년에 건국훈장 애족장을 추서하였다.

## 참고자료
- 판결문(1919. 4. 26 경성지방법원)
- 판결문(1919. 10. 4 고등법원)
- 3·1운동실록(이용락) 686면
- 독립운동사(국가보훈처) 제3권 307∼311면